# Thorpe Waterville Castle

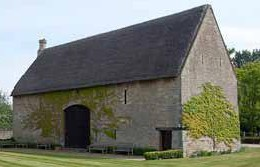
Scheune in Thorpe Waterville, Ruine des Rittersaals von Thorpe Waterville Castle

Thorpe Waterville Castle war ein befestigtes Herrenhaus beim Dorf Thorpe Waterville in der englischen Grafschaft Northamptonshire.

## Details
Walter Langton, der Bischof von Coventry und Lichfield ließ Thorpe Waterville Castle um 1300 erbauen. Das Holz für den Bau des Herrenhauses ließ Langton in den Wäldern der nahegelegenen Abtei stehlen. Das Resultat war ein luxuriöses befestigtes Wohnhaus. Während der Rosenkriege, Anfang 1641, als das Haus in Besitz von Francis Lowell, 1. Viscount Lovell, war, wurde es erfolgreich belagert.
Der Rittersaal des Herrenhauses wurde später in eine Scheune umgewandelt, die bis heute in dieser Form erhalten ist, komplett mit dem bemerkenswerten Kamin aus dem 14. Jahrhundert. Heute gelten diese Überreste des Herrenhauses als historisches Bauwerk I. Grades.